# Alexander Stubb
Cai-Göran Alexander Stubb, finski politik; * 1. april 1968, Helsinki. 
Stubb finski politik, od 1. marca 2024 tudi predsednik Finske. Pred tem je bil med letoma 2014 in 2015 predsednik finske vlade.
V politiki se je vzpenjal kot raziskovalec, specializiran za zadeve Evropske unije, leta 2004 je bil izvoljen v Evropski parlament kot član Nacionalne koalicijske stranke. Leta 2008 je bil Stubb imenovan za ministra za zunanje zadeve. Leta 2011 je bil prvič izvoljen v finski parlament kot poslanec z drugim najvišjim številom glasov na volitvah. Nato je bil imenovan za ministra za evropske zadeve in trgovino v vladiJyrkija Katainena.
Ko je Katainen leta 2014 odstopil s položaja predsednika vlade in predsednika Nacionalne koalicijske stranke, je bil Stubb izvoljen za predsednika stranke. Nato je oblikoval vladno koalicijo petih strank in predsednik Sauli Niinistö ga je 24. junija 2014 uradno imenoval za predsednika vlade. Na parlamentarnih volitvah, ki so potekale aprila 2015, je Stubbova nacionalna koalicijska stranka izgubila status največje stranke, zasedla drugo mesto po deležu glasov in tretje mesto po sedežih. Po koalicijskih pogajanjih med zmagovalno Sredinsko stranko, stranko Fincev in nacionalno koalicijsko stranko je bil Stubb 29. maja 2015 imenovan za finančnega ministra.
Leta 2016 na volitvah za predsednika stranke premagal Petteri Orpo. Naslednje leto je odstopil kot poslanec in sprejel imenovanje za podpredsednika Evropske investicijske banke. Po izteku mandata je bil januarja 2020 izbran za direktorja in profesorja Šole za transnacionalno upravljanje na Evropskem univerzitetnem inštitutu.
Avgusta 2023 je Stubb najavil, da bo kandidiral na finskih predsedniških volitvah leta 2024. 11. februarja 2024 je v drugem krogu prejel 51,6 odstotka glasov proti Pekki Haavistu. Stubb je drugi finsko-švedski predsednik v zgodovini Finske po Carlu Gustafu Emilu Mannerheimu.

## Politična stališča
Stubb je zagovornik poglabljanja evropske integracije. Ko je bil leta 2008 minister za zunanje zadeve, je imel Stubb govor, v katerem se je zavzel za aktivno vlogo EU v mednarodni politiki. Opozoril je, da je EU sicer največje gospodarstvo na svetu, vendar ni velesila, temveč regionalna mehka moč. Ko je leta 2014 kandidiral za vodenje stranke, se je označil za "akademskega federalista", čeprav je glede EU "v praksi funkcionalist". Stubb na primer nasprotuje evroobveznicam. Vztrajal je tudi, da ni več "čisti federalist", kot je bil, ko je bil raziskovalec. Stubb je leta 2010 izrazil podporo turškemu članstvu v EU. Opozoril je, da bi lahko brexit predstavljal trenutek, ki bi lahko povzročil razpad EU. Stubb je že zgodaj menil, da bi morala Finska zaprositi za članstvo v Natu.
Stubb velja za predstavnika liberalnega krila Nacionalne koalicijske stranke. Označil se je za liberalca, pa tudi za zmernega liberalca. Doseči želi "bolj pozitiven način vodenja politike". Verjame, da je treba vsakogar ceniti in spoštovati, tudi ko pride do nesoglasij. Podpira istospolne poroke in je bil pokrovitelj helsinške parade ponosa homoseksualcev. Podpira multikulturalizem in verjame, da je potrebno povečanje priseljevanja. Stubb meni, da je najpomembnejša politična ločnica v sodobni politiki tista med zagovorniki (kot je on sam) in nasprotniki globalizacije. Stubb je dejal, da je legalizacija konoplje meja njegovega liberalizma, saj bi zlomila njegovo politično kariero. Med svojo predsedniško kampanjo je napovedal, da bo njegova zunanja in varnostna politika konsenzualna in odvisna od eksistenčnih okoliščin.

## Osebno življenje
Stubb je poročen s Suzanne Innes-Stubb, britansko-finsko pravnico, ki jo je spoznal na College of Europe v Bruggeu. Imata dva otroka (rojena leta 2001 in 2004). Je prva oseba čezmorskega porekla, ki je postala prva dama Finske.
Stubb prebiva v Westendu, Espoo.
Stubb redno tekmuje na maratonih in triatlonih, opravil je triatlon Ironman.
Na svojem Ironmanu v Frankfurtu leta 2012 je tekmoval z "Iron Birds Finland", ekipo 18 ljudi, ki tekmuje za podporo raziskavam levkemije. Na Ironman Sweden 2013 (v Kalmarju) je bil Stubbov čas 9:55:47.  Stubb je svoj najboljši maratonski čas, 3:11:24, tekel na Berlinskem maratonu leta 2014 . 